# Carlos Vásquez
Carlos Enrique Vásquez Castro (ur. 19 września 1988) – ekwadorski zapaśnik walczący w stylu wolnym. Zajął siódme miejsce na igrzyskach panamerykańskich w 2007. Brązowy medal na mistrzostwach panamerykańskich w 2009, a także na igrzyskach boliwaryjskich w tym samym roku. Mistrz Ameryki Południowej w 2009 roku. Po tych zawodach zakończył karierę sportową, decydując się na studia na kubańskim uniwersytecie sportowym Escuela Internacional de Educación Física y Deportes.